# Cătălin Tolontan
Cătălin Tolontan (n. 16 noiembrie 1968, București) este un ziarist român, fost redactor-șef al ziarului sportiv Gazeta Sporturilor, fost redactor-șef al ziarului Libertatea, actualmente director editorial al site-ului de știri HotNews. A desfășurat ample investigații jurnalistice legate de Colectiv și Hexi Pharma.
În 2018, trustul Ringier cumpără Gazeta Sporturilor de la Dan Voiculescu, Tolontan ajungând să se ocupe de investigații de presă dincolo de sport, precum și de transformarea ziarului Libertatea dintr-un tabloid într-un ziar serios, printre puținele naționale rămase pe piață. 
În decembrie 2023, este dat afară de la Libertatea, pe fondul unor neînțelegeri cu patronii trustului Ringier, care voiau mai mult control asupra jurnaliștilor în privința articolelor despre nocivitatea jocurilor de noroc, companii din acest domeniu fiind sponsori principali ai Gazetei Sporturilor, publicație deținută tot de Ringier. 
 În martie 2024, Tolontan anunță că lucrează la Hotnews pe post de director editorial.

### Interviu
- Cătălin Tolontan, jurnalist: „Am învățat meserie din filmele americane“, 5 iunie 2011, Ana-Maria Onisei, Adevărul